# 正佳环市中心
正佳环市中心，舊稱正佳东方国际广场、合银广场和大鹏国际广场，是广州的一座摩天大楼。工程時期接連遭受97金融危機、08次貸危機的衝擊，幾經周折，於2011年完工，在未完工時期與中诚广场（中石化大廈）、京光广场（万菱汇）合稱當時廣州的三大港资烂尾楼。它位于环市东路与淘金路交汇处的花园酒店东侧，由广州设计院设计，于1998年奠基开工建造，楼高59层，層高269.4米，占地7429平方米，总建筑面积约123000平方米。

## 歷史
樓盤早於1998年動工，時計畫建成廣州環市路商圈首席寫字樓，但受亞洲金融風暴衝擊，到2002年時工程無法持續。
泰國正大集團於2000年轉手大鵬房產另一個停滯8年的地產項目，即後來的正佳廣場，使大鵬房產擱置合銀廣場，轉全力開發新接盤。到2002年合銀廣場即將封頂之時，徹底停工，也自此成為“廣州第二大爛尾樓”。
廣場後再重新計劃於2004年落成發售，于2006年初完成主体结构的施工。2008年香港瑞安集团子公司中华汇宣称擬以13.88亿元人民币收购合銀廣場，全部装修工程将在2010年完成，但於2009年宣佈取消收購。2009年年底，大鵬地產籌足資金，再次讓合銀廣場復工收尾，2011年年初正式開盤，並更名為正佳東方國際廣場，後更名為正佳環市中心，目前是廣州正佳集團旗下子公司之一。